# The Snowbird
The Snowbird er en amerikansk stumfilm fra 1916.

## Medvirkende
- Mabel Taliaferro som Lois Wheeler.
- Edwin Carewe som Jean Corteau.
- James Cruze som Bruce Mitchell.
- Warren Cook som John Wheeler.
- Arthur Evers som Pierre.